# Ruta de Rhode Island 146
La Ruta de Rhode Island 146, y abreviada R.I. 146 (en inglés: Rhode Island Route 146) es una carretera estatal estadounidense ubicada en el estado de Rhode Island. La carretera inicia en el Sur desde la  I 95     en Providence hacia el Norte en la  Ruta 146     en Millville. La carretera tiene una longitud de 26,1 km (16.2 mi).

## Mantenimiento
Al igual que las autopistas interestatales, y las rutas federales y el resto de carreteras estatales, la Ruta de Rhode Island 146 es administrada y mantenida por el Departamento de Transporte de Rhode Island por sus siglas en inglés RIDOT.

## Cruces
La Ruta de Rhode Island 146 es atravesada principalmente por la  Route 15 en North Providence
 Ruta 116 en Lincoln
 I-295 en Lincoln
 Ruta 99 en Lincoln
 Ruta 146A en North Smithfield.